# Daniela Klette
Daniela Klette (Karlsruhe, 5 de noviembre de 1958) es un exmiembro de la "tercera generación" de la Fracción del Ejército Rojo (RAF).

## Vida
Autoridades de la Alemania Federal, sospechan que Klette participó, durante la Segunda Guerra del Golfo en un ataque contra la Embajada de EE. UU., en Bonn, el 13 de febrero de 1991. Además, está buscada por el ataque a la Prisión de Weiterstadt, en este aspecto, la Policía Federal logró determinar por Criminalística que el 27 de junio de 1993, Klette estaba presente en el baño de la edificación. 
En abril de 1998, la RAF se disolvió oficialmente. Posteriormente, el 20 de julio de 1999, un comando armado realizó un ataque y asalto a un camión blindado en la ciudad de Duisburg. Las autoridades federales realizaron las pesquisas en el sitio y comprobaron por rastros de saliva, que tanto Daniela Klette como Ernst Volker Staub estuvieron involucrados en el robo.  En este contexto, la Oficina de Investigación Federal está solicitando al exmiembro de la Fracción del Ejército Rojo, Burkhard Garweg.
En octubre de 2007, el fiscal general confirmó que Klette, Ernst Volker Staub y Burkhard Garweg, habían participado en el ataque con bomba contra la prisión de Weiterstadt cometido en 1993. Los tres sospechosos fueron identificados por pruebas de ADN.
El 26 de febrero de 2024, Koray Freudenberg, fiscal de la ciudad de Verden, anunció que Daniela Klette fue arrestada en Berlín, después de estar prófuga durante más de 25 años.